# Filip Pravdica
Filip Pravdica (* 28. Juli 1995 in Rijeka) ist ein kroatischer Leichtathlet, der sich auf den Weitsprung spezialisiert hat und aktuell Inhaber des Landesrekordes ist.

## Sportliche Laufbahn
Erste internationale Erfahrungen sammelte Filip Pravdica im Jahr 2014, als er bei den Juniorenweltmeisterschaften in Eugene mit einer Weite von 7,02 m in der Qualifikationsrunde ausschied. 2016 belegte er bei den Balkan-Hallenmeisterschaften in Istanbul mit 7,57 m den sechsten Platz und Anfang Juni gelangte sie bei den U23-Mittelmeer-Meisterschaften in Tunis mit 6,95 m Rang elf, ehe er bei den Balkan-Meisterschaften in Pitești mit 7,34 m Sechster wurde. Im Jahr darauf gelangte er bei den U23-Europameisterschaften in Bydgoszcz bis ins Finale, brachte dort aber keinen gültigen Versuch zustande. 2018 startete er bei den Europameisterschaften in Berlin, verpasste dort aber mit 7,52 m den Finaleinzug. 2021 klassierte er sich bei den Balkan-Meisterschaften in Smederevo mit 7,78 m auf dem fünften Platz. 2022 siegte er mit 7,91 m beim Meeting Iberoamericano sowie mit 7,68 m bei den Trond Mohn Games, ehe er bei den Balkan-Meisterschaften in Craiova mit 8,00 m die Bronzemedaille hinter den Rumänen Gabriel Bitan und Valentin Toboc gewann. Im August schied er dann bei den Europameisterschaften in München mit 6,95 m in der Qualifikationsrunde aus.
2023 verpasste er bei den Halleneuropameisterschaften in Istanbul mit 7,39 m den Finaleinzug und schied auch bei den Weltmeisterschaften in Budapest mit 7,74 m in der Qualifikationsrunde aus. Im Jahr darauf verbesserte er den kroatischen Landesrekord auf 8,35 m, schied aber bei den Europameisterschaften in Rom mit 7,89 m in der Vorrunde aus. Im August gelangte er bei den Olympischen Sommerspielen in Paris mit 7,90 m im Finale auf den neunten Platz. 2025 schied er bei den Halleneuropameisterschaften in Apeldoorn mit 7,64 m in der Vorrunde aus.
In den Jahren 2018, 2022 und 2024 wurde Pravdica kroatischer Meister im Weitsprung im Freien sowie 2016 und 2021 sowie 2023 und 2024 in der Halle.